# Русская Слободка (Одесская область)
Русская Слободка (укр. Руська Слобідка) — село в Ивановском районе Одесской области Украины.
Население по переписи 2001 года составляло 756 человек. Почтовый индекс — 67232. Телефонный код — 4854. Занимает площадь 3,43 км². Код КОАТУУ — 5121883803.

## Местный совет
67232, Одесская обл., Ивановский р-н, с. Севериновка, ул. Центральная, 26